# Hemithea graminea
Hemithea graminea là một loài bướm đêm trong họ Geometridae.